# Історія Папуа Нової Гвінеї
Історію ПНГ можна розділити на дві частини: до приходу європейців та опісля.

## Доісторичний період
Археологи зафіксували появу перших людей на території ПНГ в період 50 - 40 тис. років тому в кам'яну добу. Перші люди займались мисливством, рибальством, збиральством. Близько 7-5 тис. рр. до н.е. зародилось землеробство (стародавнє землеробське поселення Кука). Перші люди, що заселили територію ПНГ належали , очевидно, до австралоїдної раси. Це були предки сучасних папуасів.
У 2- му тис. до н.е. на північне узбережжя ПНГ та на острови архіпелагу Бісмарка з півночі прибули австронезійські переселенці - предки теперішніх полінезійців. Їм належала археологічна культура лапіта. В період її розквіту (2 - 1 тис. до н.е.) відбувалось, очевидно, змішування раннього населення чорношкірого австралоїдного типу (предків папуасів) з прийшлим населенням монголоїдного типу. В результаті виникла нова етнічна група - меланезійці - темношкірі, які говорили на австронезійських мовах.
Вони заселили острови на схід від о.Нова Гвінея, у той час як сам о.Нова Гвінея продовжували населяти папуаси.

## Епоха географічних відкриттів
В 16 - му ст. узбережжя ПНГ вперше відкрили португальські та іспанські мореплавці. У 17 - му ст. узбережжя почали відвідувати голландські торгівці.

## Європейська колонізація
У 1870 - х рр. європейці приступили до заснування постійних поселень на узбережжі ПНГ. Одна хвиля колоністів йшла з півдня - з британських колоній в Австралії, інша з півночі - німецькі колоністи та підданий Російської імперії Миклухо-Маклай. Британці заснували м.Порт-Морсбі та проголосили 3 квітня 1883 р. південно-східну частину о.Нова Гвінея своїм володінням. 1888 р. воно отримало офіційний статус колонії Британська Нова Гвінея, а у 1906 р. перейменована в територію Папуа. Велику роль у захопленні новогвінейських територій Німеччиною зіграв учений Отто Фінш. Його ім'ям назване одне з міст ПНГ - Фіншгафен. Німці у 1884 р. проголосили північно-східну частину о.Нова Гвінея своєю колонією Земля Кайзера Вільгельма, а острови на схід від Нової Гвінеї колонією Архіпелаг Бісмарка. У 1899 р. вони разом з іншими німецькими володіннями в Тихому океані були об'єднані в імперську колонію Німецька Нова Гвінея.
У вересні 1914 р. британсько-австралійські війська захопили німецькі володіння в ПНГ під час 1-ї світової війни. 17 грудня 1920 р. Ліга Націй офіційно передала мандат на управління колишніми Землею Кайзера Вільгельма та Архіпелагом Бісмарка домініону В.Британії - Австралії. Та ще з 1906 р. керувала теритрією Папуа. Таким чином уся територія сучасної ПНГ опинилась під владою Австралії.
Під час 2-ї світової війни Японія захопила значну частину території ПНГ. Від 21 січня 1942 і до самої капітуляції Японії на землі ПНГ йшли жорстокі бої. Після розгрому японських військ у вересні 1945 року відбулося відновлення цивільної адміністрації Папуа та Нової Гвінеї, і згідно закону про тимчасове адміністрування (1945-46) Папуа і Нова Гвінея були об'єднані в єдиний адміністративний союз. Закон про території Папуа та Нова Гвінея у 1949 році офіційно затвердив розміщення Нової Гвінеї в рамках міжнародного рішення про опіку та підтвердив адміністративний союз Нової Гвінеї та Папуа під назвою "Територія Папуа та Нова Гвінея" під опікою Австралії. У 1951 році було створено законодавчу раду, судову установу, державну службу та систему місцевого самоврядування. У 1963 році законодавчу раду замінила Палата асамблеї, а 8 червня 1964 року розпочалося перше засідання Палата асамблеї Папуа та Нової Гвінеї. У 1967 р. виникла Пангу паті - партія, що виступала за самоврядування країни.
У 1972 році назва території була замінена на Папуа Нову Гвінею. 1 грудня 1973 року міністр закордонних територій Австралії Ендрю Пейкок надав території повне самоврядування. На виборах цього року було вирішено про створення міністерства з розгляду питань незалежності, яке згодом очолив Майкл Сомаре. 16 вересня 1975 року стала Державу Папуа Нову Гвінею було оголошено незалежною.

## Незалежність
Держава стала незалежною від Австралії 16 вересня 1975 р. Тоді ж прийняли конституцію країни, першим прем'єр-міністром став Майкл Сомаре. Між ПНГ та Австралією було укладено угоду про оборону. Протягом 1980-х рр. уряд ПНГ поліпшив політичні відносини з Індонезією, під владою якої знаходиться західна частина о.Нова Гвінея. 1985 р. новим прем'єр-міністром став Паєс Вінгті. 1988 р. Вінгті висловили вотум недовіри, прем'єром став Раббі Намаліу, який очолював коаліційний уряд. 1991 р. через збільшення вдвічі видобутку золота в країні відбувався економічний бум. 1992 прем'єром знову став Вінгті, який очолював трьохпартійний коаліційний уряд. 1994 прем'єр-міністром став Джуліус Чан.
Деякі території держави виявляють бажання відокремитись від ПНГ. Це, в першу чергу о.Бугенвіль. Він ще 1 вересня 1975 р. однобічно проголосив себе незалежною державою, але 9 серпня 1976 був включений до складу ПНГ.
1988 року бугенвільські незалежники розпочали збройну боротьбу з урядом. 1990 вони вдруге проголосили незалежність. Війна тривала до 1998, коли було підписане перемир'я. Нарешті 30 серпня 2001 Бугенвіль офіційно отримав статус автономії. На червень 2019 р. запланований референдум про незалежність Бугенвілю, погоджений з урядом ПНГ. Референдум щодо незалежності Бугенвілю пройшов у листопаді - грудні 2019 року. 98,3 % його учасників проголосували за незалежність від ПНГ. Однак результати має ще затвердити уряд ПНГ.